# エクス＝ラ＝ファイエット
エクス＝ラ＝ファイエット （Aix-la-Fayette）は、フランス、オーヴェルニュ＝ローヌ＝アルプ地域圏、ピュイ＝ド＝ドーム県のコミューン。

## 地理
コミューンはリヴラドワ山地の中心部に位置する。リヴラドワ地域圏自然公園の南西部にあたる。アンベールの西約26kmのところにある。

## 歴史
早い頃エクスは、ラファイエット侯爵ジルベール・デュ・モティエを輩出したラファイエット家の砦であった。しかし、彼が生きていた時代には、一族は既に100年以上前から気候がより温暖なシャヴァニアック＝ラファイエットへ移り、その後ヴェルサイユ、そしてパリで暮らしていた。
古いモット・アンド・ベーリーの跡に建てられた城は、ラファイエット侯爵家の最初の封土であった。小さな城の原型は、個人的な住居として建てられた基礎部分だけが残る。天候に恵まれれば、オーヴェルニュの素晴らしい火山、ピュイ・ド・ドームやサンシー山の眺めが楽しめる。
アンシャン・レジーム時代、コミューンの名はサン・ジュリアンであった。

## 人口統計
| 1962年 | 1968年 | 1975年 | 1982年 | 1990年 | 1999年 | 2006年 | 2012年 |
| ------ | ------ | ------ | ------ | ------ | ------ | ------ | ------ |
| 207    | 170    | 146    | 116    | 91     | 100    | 80     | 69     |

source=1999年までLdh/EHESS/Cassini、2004年以降INSEE